# جيم ستيوارت (ملحن)
جيم ستيوارت (بالإنجليزية: Jim Stewart)‏ هو ملحن ومنتج أسطوانات أمريكي، ولد في 29 يوليو 1930 في ميدلتون في الولايات المتحدة.

## وصلات خارجية
- جيم ستيوارت على موقع IMDb (الإنجليزية)
- جيم ستيوارت على موقع الموسوعة البريطانية (الإنجليزية)
- جيم ستيوارت على موقع ميوزك برينز (الإنجليزية)
- جيم ستيوارت على موقع أول ميوزيك (الإنجليزية)
- جيم ستيوارت على موقع ديسكوغز (الإنجليزية)